# Schweisweiler
Schweisweiler là một đô thị thuộc thuộc huyện Donnersberg, Đức. Đô thị Schweisweiler có diện tích 4,85 km², dân số thời điểm ngày 31 tháng 12 năm 2006 là 351 người.